# Каронте (Катанцаро)
Каронте је насеље у Италији у округу Катанцаро, региону Калабрија.
Према процени из 2011. у насељу је живело 370 становника. Насеље се налази на надморској висини од 193 м.